# Centro de Relações Políticas e Exteriores

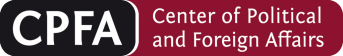
CPFA logo

O Centro de Relações Políticas e Exteriores (abb : CPFA) é um think tank focado em políticas governamentais e geopolítica, organiza eventos e discussões sobre vários tópicos geopolíticos em todo o mundo. 
O CPFA organizou vários eventos sob as regras da Chatham House e já recebeu mais de uma centena de personalidades como: Zbigniew Bzrezinski, Kofi Annan, Henry Kissinger, Al Gore, Abdullah Gul, Jose Maria Aznar, Sebastian Pinera, Romano Prodi, Brent Scowcroft, Richard Holbrooke, Shimon Peres, Mohammed ElBaradei, Louis Freeh, Turki Al Faisal desde 2007. O CPFA também iniciou, com a colaboração de Randa Kassis, a Plataforma Astana para conversações de paz na Síria, bem como muitas outras conversas confidenciais sobre os tópicos da Síria e da Líbia.

## Iniciativas

### Iniciativa de Paz na Síria
Em 2015, o CPFA apelou ao Presidente do Cazaquistão, Nursultan Nazarbayev, para lançar uma solução pacífica para a crise e lançar uma plataforma política que pudesse reunir oponentes sírios moderados.
A segunda reunião foi presidida pelo Ministro das Relações Exteriores do Cazaquistão, Erlan Idrissov, em maio de 2015. A segunda reunião foi aberta pelo Secretário de Estado do Cazaquistão Gulshara Abdykhalikova e mediada por Fabien Baussart e pelo Vice-Ministro das Relações Exteriores do Cazaquistão, Askar Mussinov. As reuniões resultaram na assinatura de duas resoluções pelos participantes, que criaram a Plataforma Astana e ajudaram a pavimentar o caminho para o processo de paz em Astana.
Em fevereiro e julho de 2017, o CPFA iniciou discussões em Genebra com Randa Kassis para desenvolver um documento preparatório para reformar a Constituição síria. Esta iniciativa foi promovida durante a Conferência Nacional em Sochi em janeiro de 2018 por Randa Kassis, apesar das objeções do governo sírio e de parte da oposição.

### Negociações de paz - Cazaquistão
Em 2015, o CPFA lançou um Comitê de Sábios que trataria de várias questões relacionadas à paz internacional.
O comitê reuniu várias figuras políticas proeminentes e ganhadores do Prêmio Nobel da Paz, incluindo o ex-presidente israelense Shimon Peres, ex-vice-presidente do Egito e diretor-geral da Agência Internacional de Energia Atômica Mohamed ElBaradei, ex-presidente da Polônia Lech Walesa, ativista de direitos humanas guatemalteca Rigoberta Menchu Tom e presidente do IPCC Rajendra Pachauri,  ex-presidente da Colômbia Cesar Gaviria e ex-primeiro-ministro espanhol Jose Luis Zapatero. O Comitê se reuniu em Astana, Cazaquistão, onde foram recebidos pelo Presidente Nazarbayev no Palácio Presidencial.

### Iniciativa de Não Proliferação Nuclear
Em 2016, o CPFA organizou uma conferência sobre não proliferação nuclear com os palestrantes convidados Kofi Annan, Bronislaw Komorowski, Jack Straw, Yasar Yakis e Giulio Terzi.

## Conferências e eventos
O CPFA realizou muitos eventos e conferências como:
- 5 de julho de 2007: em colaboração com Rencontres Economique d'Aix-En-Provence, Conferência é realizada sobre Quais Capitalismos para o Século XXI? Com Joschka Fischer, Ernesto Zedillo, Ex-presidente do México, Mario Monti e outros.
- 29 de novembro de 2007: em colaboração com o Carnegie Endowment for International Peace on Russian Politics . Mikkhail Kassyanov foi o convidado de honra da Conferência de Paris.
- 20 de março de 2008: conferência Geopolítica sobre Relações Euro-Russas com Gerhard Schroder, Mikhail Shvydkoy e Karl-Heinz Grasser em Moscou.
- 12 de dezembro de 2008: Em colaboração com a academia diplomática de Política contra o republicanismo francês American Multiculturalis com o príncipe Turki Al Faisal e outros, Paris.
- 26 de março de 2009: em colaboração com a Fundação FAES sobre a OTAN - Uma Aliança pela Liberdade com José Maria Aznar em Paris.
- 29 de junho de 2009 : em colaboração com a Fundação Carnegie para a Paz Internacional no Oriente Médio com Ryan Crocker, Steven Erlanger e outros em Paris.